# 해남 미황사 대웅전 목조석가여래삼불좌상
해남 미황사 대웅전 목조석가여래삼불좌상(海南 美黃寺 大雄殿 木造釋迦如來三佛坐像)은 대한민국 전라남도 해남군 미황사에 있는 조선시대의 불상이다. 2015년 8월 6일 전라남도의 유형문화재 제323호로 지정되었다.

## 지정 사유
조선후기 제작된 목조 삼존불(대웅전)로 17세기 중엽을 대표할만한 불상이고 보존상태도 양호하다.

## 참고 문헌
- 해남 미황사 대웅전 목조석가여래삼불좌상 - 국가유산청 국가유산포털